# Круглый, Алексей Алексеевич
Алексей Алексеевич Круглый (23 октября 1887, Петербург, Российская империя — 18 сентября 1956, Москва, СССР) — советский авиаконструктор, археолог, москвовед и художник.

## Биография
Родился 23 октября 1887 года в Петербурге в семье преподавателя русского языка и литературы. В связи с переводом отца в Москву и назначением на должность инспектора Министерства просвещения переехал вместе с семьёй в Москву. Сначала в 1907 году с серебряной медалью окончил гимназию имени Г. Шелапутина, а в 1910 году — Николаевский лицей. В 1913 году окончил Московский археологический институт. Прошёл две войны — Первую мировую и Гражданскую войну в России, после 5-летней службы в армии увлёкся москвоведением. В середине 1930-х годов его пригласил Андрей Туполев на работу авиаконструктором, которая оторвала его от москвоведения.
Скончался 18 сентября 1956 года в Москве. Похоронен на 16-м участке Введенского кладбища.